# Ма Дуаньлинь
Ма Дуаньли́нь (кит. трад. 馬端臨, упр. 马端临, пиньинь Mǎ Duānlín, 1245—1325) — историк и энциклопедист в Китае при империи Юань. В 1317 он опубликовал энциклопедию государственности «Вэньсянь Тункао», один из наиболее значительных трудов этого жанра.

## Биография
Ма Дуаньлинь родился в семье южносунского чиновника Ма Тинлуаня, отлично прошедшего высшие государственные экзамены и в годы правления под девизом «Сяньхэн» ставшего правым премьер-министром. Ма Тинлуань составил обширную коллекцию исторических документов, но сам не имел возможности заняться трудом историка. Ма Дуаньлинь учился у Цао Цзина, последователя Чжу Си, и испытал его сильное влияние. В результате придворных интриг его отец вынужден был покинуть двор и вернуться в родную деревню, и Ма Дуаньлинь посвятил себя помощи отцу. В это время под ударами монгольских войск в 1279 году пала Южная Сун. После смерти отца по настоятельным приглашениям юаньского двора Ма Дуаньлинь покинул деревню и посвятил себя государственной деятельности, последовательно занимая различные академические посты. В 1322 году он подал в отставку по возрасту и вернулся домой.

## Наследие
| Десять энциклопедий традиционного Китая | Десять энциклопедий традиционного Китая | Десять энциклопедий традиционного Китая | Десять энциклопедий традиционного Китая | Десять энциклопедий традиционного Китая |
| --------------------------------------- | --------------------------------------- | --------------------------------------- | --------------------------------------- | --------------------------------------- |
| №                                       | Название                                | Эпоха                                   | Составитель                             | Томов                                   |
| 1                                       | Тундянь                                 | Тан                                     | Ду Ю                                    | 200                                     |
| 2                                       | Тунчжи                                  | Сун                                     | Чжэн Цяо                                | 200                                     |
| 3                                       | Вэньсянь Тункао                         | Юань                                    | Ма Дуаньлинь                            | 348                                     |
| 4                                       | Сюй Тундянь                             | Цин                                     | Цзи Хуан, Лю Юн                         | 150                                     |
| 5                                       | Сюй Тунчжи                              | Цин                                     | Цзи Хуан, Лю Юн                         | 640                                     |
| 6                                       | Сюй Вэньсянь Тункао                     | Цин                                     | Чжан Тинъю                              | 250                                     |
| 7                                       | Цинчао Тундянь                          | Цин                                     | Цзи Хуан, Лю Юн                         | 100                                     |
| 8                                       | Цинчао Тунчжи                           | Цин                                     | Цзи Хуан, Лю Юн                         | 126                                     |
| 9                                       | Цинчао Вэньсянь Тункао                  | Цин                                     | Чжан Тинъю                              | 300                                     |
| 10                                      | Цинчао Сюй Вэньсянь Тункао              | Республика                              | Лю Цзиньцзао                            | 400                                     |

«Вэньсянь Тункао» (文献通考), главный труд Ма Дуаньлиня в 348 томах, он начал составлять в 1273 и закончил в 1317 году. Ма Дуаньлинь стремился объединить в своей энциклопедии все законы и указы предыдущих династий, избавив их от ошибок и противоречий. Основой и образцом для неё послужила двухсоттомная танская энциклопедия «Тундянь». Он также использовал множество других источников (в чём ему очень помогла коллекция и личная помощь отца). Она охватывает государственный опыт Китая до кончины южносунского императора Нин-цзуна в 1224 году. Цитируемые тексты он дополнил обширными собственными комментариями. Энциклопедия имеет 24 раздела, среди них: о земельном налогообложении, населении и регистрации жителей, государственных монополиях и торговле, экзаменации и назначениях на должности, администрировании, армии, образовании, денежном обращении и т. д.
Раздел «О других странах» оригинален и привлекал внимание западных учёных с конца XIX века.
Энциклопедия неоднократно переиздавалась. Выделяются переиздания с дополнениями в 1370, 1747 и 1921 годах. Она стала одной из «трёх энциклопедий» (Саньтун) и часто издавалась вместе с двумя другими, Тундянь и Тунчжи Чжэна Цяо. Иногда в тройку энциклопедий государственности выделяют другую комбинацию, «Вэньсянь Тункао», «Тундянь» и «Цзычжи Тунцзянь» Сыма Гуана.
Другими значительными трудами Ма Дуаньлиня являются 《大学集注》и 《多识录》.